# Aegyptobia monitus
Aegyptobia monitus är en spindeldjursart som beskrevs av Mohammad Nazeer Chaudhri 1972. Aegyptobia monitus ingår i släktet Aegyptobia och familjen Tenuipalpidae. Inga underarter finns listade i Catalogue of Life.